# Theriodontia
Los teriodontes o teriodontos (Theriodontia, lit. en gr. «dientes de bestia») son un clado de terápsidos ("reptiles" mamiferoides) que también incluye Mammalia. Vivieron desde el Pérmico medio hasta el presente.

## Características
Los teriodontos junto a los  anomodontos pertenecen al clado Neotherapsida. Los teriodontos deben su nombre al descomunal tamaño que podían alcanzar los dientes de algunas de sus especies, principalmente carnívoras que, a finales del Triásico habían originado un tipo de organización muy parecida a la de los mamíferos. La fosa temporal se hizo cada vez más amplia para permitir la acomodación de los grandes músculos de la mandíbula, de manera que la fosa alcanzaba el parietal y los huesos escamosal y postorbitario ya no se situaban por encima de ella; finalmente, la propia barra postorbitaria se hizo incompleta llevando a la condición típica de los mamíferos, en que la órbita y la fosa temporal están fusionadas.
Este grupo se caracterizaba porque la mandíbula inferior se articulaba con el cráneo en el pequeño hueso cuadrado fijándose mediante poderosos haces musculares que posibilitaban una gran amplitud de bostezo, lo que posibilitó la aparición de especies con descomunales dientes, como era el caso de los gorgonópsios, los primeros dientes de sable conocidos.
La especial importancia de este hueso no es su presencia, sino su evolución junto a la de los huesos mandibulares, que terminarán formando la cadena de huesecillos del oído medio de los mamíferos. Sin embargo, aún no hay evidencia del paladar secundario. Las extremidades anteriores son extensibles y las posteriores tienen además la capacidad de erguir la postura.
El clado de los euteriodontos, y más específicamente el grupo de los cinodontos posteriormente darían origen a los ancentros más próximos de los mamíferos.
Respecto a los terocéfalos, (pertenecientes al claro de los euteriodontos), que comenzaron su evolución casi simultáneamente a los gorgonópsios, presentaban además otros rasgos adicionales similares a los mamíferos, como es el número de falanges de la mano y del pie, con una fórmula de 2·3·3·3·3, típica de los mamíferos, y que es el que aún hoy conservan los primates, incluidos los humanos.